# サクラチトセオー
サクラチトセオー（欧字名:Sakura Chitose O、1990年5月11日 - 2014年1月30日）は、日本の競走馬、種牡馬。
1995年のJRA賞最優秀5歳以上牡馬である。同年の天皇賞（秋）（GI）を優勝した。

## 概要
1990年5月11日、北海道静内町の谷岡牧場で生産された鹿毛の牡馬、輸入された新種牡馬トニービンの初年度産駒である。「サクラ」の冠名を用いる株式会社さくらコマースに所有され、美浦トレーニングセンターの境勝太郎厩舎に管理され、小島太が主戦騎手を担った。
1992年の3歳秋にデビューし2連勝したが、脚部が弱く戦線を離脱。年をまたいだ1993年、3歳春に復帰してNHK杯（GII）では3着に食い込み、クラシック三冠競走第二弾の東京優駿（日本ダービー）（GI）に参加したが11着、クラシックには縁がなかった。翌1994年、格上挑戦ながら中山記念（GII）で重賞初優勝を果たし、秋の京王杯オータムハンデキャップ（GIII）では日本レコードで駆けて重賞2勝目。そして1995年のアメリカジョッキークラブカップ（GII）で重賞3勝目を挙げた。
続く春には安田記念（GI）で1番人気に推されたが、アラブ首長国連邦調教馬のハートレイクにハナ差の2着。宝塚記念（GI）でも1番人気に推されたが、傍のライスシャワーの故障が影響して7着だった。しかし秋、4番人気で臨んだ天皇賞（秋）（GI）にて、後方待機からジェニュインをハナ差だけ差し切り、ナリタブライアンやアイリッシュダンスなども下して優勝、GI戴冠を成し遂げた。続く有馬記念（GI）3着を最後に引退した。競走馬としては、通算成績21戦9勝、重賞4勝を挙げた。半妹は、同じ1995年秋のエリザベス女王杯を優勝したサクラキャンドルであり、グレード制導入後の1984年以降、史上7組目のGI優勝兄弟姉妹となっている。
競走馬引退後は、種牡馬となり、重賞優勝のラガーレグルスやナムラサンクスの父、メジャーリーガーやレガルスイの母父となった。

## デビューまで

### 誕生までの経緯
サクラクレアーは、1982年に北海道早来町の社台ファームで生産された父ノーザンテースト、母の父クァドラングルの牝馬である。同年は、ノーザンテーストがリーディングサイアーに初めて輝いた年であり、この当時は、さらなる活躍が期待される種牡馬だった。この頃の社台ファームは、まだ大種牡馬にありついておらず、生産馬の成績も低調だった。また馬産地は不況に見舞われている最中だった。その社台ファームの生産馬を積極的に購入して経済的に支えたのが、冠名「サクラ」を用いる馬主の全演植だった。全は、1978年の東京優駿（日本ダービー）をサクラショウリで制した過去があった。それ以降はしばらく大タイトルから遠ざかっていたが、次なる大物目指して、期待のノーザンテーストに注目するようになっていた。
全は、大タイトル獲得に向けて、大枚はたいて毎年牡馬と牝馬を購入するようになっていた。そんな頃に、4000万円かけて購入し出会ったのが、サクラクレアーだった。全が購入した決め手は、関係の深い谷岡牧場の谷岡幸一に推薦されたためだった。谷岡は、血統よりも馬の外見に気に入っていた。また谷岡は、社台の吉田善哉から強く売り込まれていた。吉田は、母系の活躍馬不在こそ認めていたが、母父クァドラングルがこの年の皐月賞優勝馬アズマハンターと同じであることをセールスポイントと挙げていたと、谷岡は回顧している。
サクラクレアーは、サクラ御用達の美浦トレーニングセンター所属の境勝太郎調教師に託されて競走馬となった。1985年、4歳1月にデビュー戦勝利を果たし、3戦目で2勝目、4戦目には優駿牝馬（オークス）のトライアル競走であるサンケイスポーツ賞4歳牝馬特別（GII）でユキノローズに次ぐ2着となった。優先出走権を獲得して本番臨んだが21着敗退だった。続いて秋を迎えたが、まもなく後ろ脚の骨折、4歳の間に引退となっていた。競走馬引退後は、全の所有が継続し、谷岡牧場で繁殖牝馬となっていた。
交配相手の選択は、全から谷岡に任せられていた。谷岡が全から託されたのは、優良な交配相手の選定だけでなく、「サクラ」の種牡馬の成功させることだった。そのため谷岡は、初年度からサクラショウリ、サクラユタカオーをあてがい、初仔2番仔を得ていた。初仔の牝馬は「サクラクロヒメ」と命名されたが、デビューできずに繁殖入り。2番仔の牡馬は「サクラヤマトオー」と命名されてデビューし、オープン競走を3勝する他、1991年共同通信杯4歳ステークス（GIII）でイイデセゾンに次ぐ2着、1992年オールカマー（GIII）にてイクノディクタスに次ぐ2着となるまで出世することとなる。続く3年目は、パドスールと交配して3番仔の牝馬「サクラパール」を得ていた。
そして4年目となる1989年、谷岡は相手にトニービンを選択していた。イタリア調教馬のトニービンは、1988年凱旋門賞などG1競走を6勝。同年のジャパンカップで引退した後に、日本にもたらされ、1989年から種牡馬として供用されていた。谷岡は、4年目に新種牡馬を登用していた。
受胎を経て約1年後の1990年5月11日、北海道静内町の谷岡牧場にて、4番仔となる鹿毛の牡馬（後のサクラチトセオー）が誕生する。なお続く5番仔、6番仔の父は、サクラユタカオーだった。このうち6番仔の牝馬は、後のサクラキャンドルである。

### 幼駒時代
サクラクレアーの4番仔は、見栄えの良い馬だった。ただしトニービンの初年度産駒で実績がないため、谷岡幸一は「よくわからなかった」という。一方で境は「（見栄えの悪い）トニービンにしてはよくできてる」と感じ取っており、兄が既に活躍していたことから、大きな期待をかけていた。1992年2月、美浦の境厩舎に入厩する。これまで1988年の桜花賞4着のスイートローザンヌ、1989年の朝日杯3歳ステークス2着のサクラサエズリを担当した経験を持つ佐々木義男が、厩務員を務めた。
当初の予定では、3歳夏の北海道開催でのデビューを目指していた。しかし骨が成長する過程「化骨」が来ず、負荷の強い調教をするたびに跛行し、調教を積むことができなかった。そのため4月からトレーニングセンター内の診療所に、毎日通い、マイクロレーダーによる電気治療が続けられた。脚の痛みは、デビューしても変わらず、解消する6歳になるまで付き合うこととなる。間隔を詰めての連戦はできないうえに、出走後の消耗が激しく回復には時間を要するなど、順調な出世は阻まれた。

## 競走馬時代

### 3 - 4歳（1992 - 93年）
1992年10月11日、東京競馬場の新馬戦（芝1600メートル）でデビューとなる。調教をほとんどしていなかったにもかかわらず、1番人気に支持された。スタートから好位を追走して直線で抜け出し、後方に1馬身差をつけて初勝利を挙げた。その後は、脚部不安で出走できる状態にあらず、2か月間出走できなかった。復帰は暮れ、12月19日のひいらぎ賞（500万円以下）となり、2番人気だった。スタートから後方を追走した後、まくり気味に進出し、直線で先頭を奪取した。しかし、終いで1番人気の外国産馬カノープスにかわされ、先頭入線は叶わなかった。ところが、カノープスが進路妨害をしていたために13着降着となり、繰り上がり優勝、2勝目を拾った。その後は、再び脚部不安で続戦できず、3歳戦を諦めて、長期休養となった。
年をまたいで1993年、4歳春に戦線を復帰する。この時点の2勝馬は、クラシック参戦は厳しかったが、陣営は、潜在する能力からクラシック第二弾である東京優駿（日本ダービー）参戦を諦めきれなかった。そこで5月1日、指定オープン重賞の青葉賞（OP）で優先出走権獲得を目指した。しかしその前日夜、口内炎、正式には右口角癤が判明して出走取消。口内炎は、膿を出し切ったことでまもなく解消する軽微なもので、続戦不能な状態までには至らなかった。陣営は、やはり東京優駿を諦めなかった。状態が悪いながら横滑りで、翌週の5月9日、トライアル競走であるNHK杯 （GII）に強行参戦を決め、3番人気で挑んでいた。
スタートで出遅れて後方を追走。騎乗する小島は、脚部不安に気を配り、全力投球は諦めて臨んでいた。直線で外に持ち出してから末脚を発揮したが、先に抜け出したマイシンザンには、既に千切られて敵わなかった。1位入線を果たしたマイシンザンに5馬身差後れを取る3着となり、初めての敗戦となる。それでも3着は確保し、瀬戸際で優先出走権を得ていた。
そして迎えた5月30日、本番の東京優駿（日本ダービー）（GI）では、後に「BNW」と呼ばれることとなる第一弾・皐月賞ワンツーフォーのナリタタイシン、ビワハヤヒデ、ウイニングチケットや、皐月賞3着のシクレノンシェリフ、そしてマイシンザンに次ぐ6番人気に推されて参戦している。スタートから先行していたが、最初のコーナーで他に接触してかかり、失速し11着だった。この後は、北海道静内町の新和牧場で放牧、年内休養となった。12月には、全が急性肺炎で死去しており、オーナーの前での出世は叶わなかった。

### 5歳（1994年）

#### 中山記念
年をまたいで放牧から帰厩すると、懸案だった跛行がいくらか解消されるようになった。芝のレースが少なかったため、仕方なくダートでの復帰となる。復帰戦の2月5日の節分賞（900万円以下）に臨み2着。中1週で2月20日、芝に戻ってテレビ埼玉杯（900万円以下）では1.5倍の1番人気に推されて出走。直線で末脚を発揮してすべて抜き去って復帰後初優勝を果たした。これにより3勝、1500万円以下クラスに到達していた。陣営は、サクラチトセオーの潜在能力を高く買っており、3勝はあくまで通過点と考えていた。そこでさらなる出世を目論んでいたが、続く出走は、自らが属する1500万円以下クラスの競走ではなく、敢えて格の高いオープン競走への「格上挑戦」、それも重賞の中山記念を選んでいた。3月13日の中山記念（GII）では、重賞優勝馬のフジヤマケンザン、重賞2着のケントニーオーやマイヨジョンヌ、3着のメイショウレグナムを相手に3番人気に支持された。
スタートからややハイペースの中団を追走。直線では、大外から追い上げを開始したが、内からはケントニーオー、マーメイドタバン、ダイナミックバードに抵抗された。それでも、その外から差し切りを狙って末脚を発揮して並びかけ、差し切っていた。ケントニーオーにクビ差をつけて先頭で決勝線を通過、重賞初勝利を挙げた。終いに並びかけに行った際、サクラチトセオーは、内側に斜行していた。この斜行はフジヤマケンザンの進路に影響を与えたと認められたが、降着処分は課されず重賞勝利に至り、小島の騎乗停止処分のみが課されていた。中山記念の後の小島は、能力のあるサクラチトセオーと、天皇賞（秋）を狙っていると宣言していた。続いて4月10日、格を落としてエイプリルステークス（OP）に1番人気2着を経験した。

#### "イチロー"
5月1日、メトロポリタンステークス（OP）1着を挟んで、6月12日の宝塚記念（GI）に臨んだが、6着だった。この後は、笹針を伴う夏休みとなった。秋は小島の宣言通り、天皇賞（秋）を目指して9月11日の京王杯オータムハンデキャップ（GIII）で始動する。小島が騎乗停止中だったため、代打的場均で参戦した。オープン競走優勝馬のエアリアル、エリザベス女王杯2着のメジロカンムリなどが立ちはだかる中、2番人気だった。されどトップハンデとなる58キログラムを背負っていた。
出遅れたスタートから、最後方追走となり、大外に持ち出しながら追い上げた。最終コーナーを10番手で通過してから、直線で末脚を発揮した。脚色は、他よりも格段に鋭く、たちまち先行勢を差し切っていた。終いで内外によれたが、先頭は守り、内で粘るエアリアルに4分の3馬身差をつけて、決勝線を通過した。重賞2勝目を挙げる。走破タイム1分32秒1は、1987年京王杯オータムハンデキャップでダイナアクトレスが記録した1分32秒2を0.1秒上回り、7年ぶりとなる日本レコード更新を成し遂げていた。

10月30日、目標の天皇賞（秋）（GI）に臨んだ。このレースには、同期のクラシック優勝馬「BNW」が揃い踏みする予定があり、サクラチトセオーにとっては、クラシックの雪辱を果たす格好の舞台になるはずだった。しかしナリタタイシンが回避となり、結局相手はウイニングチケットとビワハヤヒデとなり、代わりに同じく同期のネーハイシーザーも加わっていた。人気は、1倍のビワハヤヒデ、5倍のウイニングチケット、8倍のネーハイシーザーというように同期が人気を集め、サクラチトセオーは、11.9倍の4番人気という立場だった。
スローペースの中を好位の内側、大本命ビワハヤヒデの傍をマークしながら、スローペースを追走した。直線では最も内側から追い上げを開始し、2番手から先に抜け出していたネーハイシーザーを内から追いかけた。ところが、前のネーハイシーザーがこちら側によれてきて、進路が一時的に塞がれる不利を受けた。抗って、外に持ち出してから追い上げたが、スムーズに走るネーハイシーザーには敵わなかった。1馬身半以上後れを取る6位入線。直後に審議のランプが灯ったが、着順は覆らず、6着だった。このレースを以て、ビワハヤヒデとウイニングチケットは、引退となり、対決はこれが最後だった。
続いて格を下げ、11月13日の富士ステークス（OP）で1.3倍の1番人気に応えて優勝した後、暮れの有馬記念（GI）に参戦した。この年のクラシック三冠馬である4歳ナリタブライアンや、同じく4歳の牝馬ヒシアマゾンとの対決となったが、それらに敵わず6着だった。この年は、5月のメトロポリタンステークスから暮れの有馬記念まで、1着と6着を交互に積み重ねていた。このため「イチロー」というあだ名がつけられていた。

### 6歳（1995年）

#### アメリカジョッキークラブカップ
1月22日、アメリカジョッキークラブカップ（GII）で始動する。前年の菊花賞トライアル優勝馬・明け5歳のスターマンとウインドフィールズ、8歳馬ツインターボらとの対決となった。ナリタブライアンを下した経験のあるスターマンには人気が集まり、それに次ぐ2番人気での出走だった。当日は、降雨と濃霧の中での競走だった。
スタートからツインターボが引き離して逃げる中、離れた2番手集団にいるスターマンの後方に構えた。やがてツインターボが垂れて、後方勢が台頭しながら、最終コーナーを通過。サクラチトセオーは外に持ち出して、直線で追い上げた。しかし末脚の切れが悪く、内から先に抜け出していたホクトベガやステージチャンプ、スターマンを、差しあぐねた。それでもゴール寸前でもう一伸び、他よりも鋭い末脚を発揮して、まとめて差し切り逆転。
もっとも、端にいたホクトベガにクビ差先着しただけの薄氷の先頭入線だった。重賞3勝目を挙げる。境はこの後「4歳時の弱さがすっかり消え、本格化してきました。このまま順調に行けば、今年は大きいところを狙える」と話していた。
続いて3月12日、前年優勝の中山記念に出走する。前年2着に下したフジヤマケンザンとの再戦となる他、ホクトベガ、条件戦連勝中のトロットサンダーと対したが、1.4倍の1番人気に推された。スローペースとなった後方を追走し、直線で外から追い上げたが、2番手追走から抜け出したフジヤマケンザンがしぶとかった。並びかけたものの、フジヤマケンザンにもう一伸びを許した。前年と同じ2頭によるワンツーフィニッシュだったが、順番入れ替わり2着。フジヤマケンザンにクビ差後れを取り、連覇はならなかった。

#### 安田記念
この後は、骨膜炎をきたして2か月間の休養を余儀なくされたが、目標としていた春の古馬マイル決定戦、5月14日の安田記念（GI）で、短距離GIに初めて臨んだ。短距離戦線は、スプリンターズステークス優勝馬でマイルでも活躍したサクラバクシンオー、前年の春秋マイルGIを優勝したノースフライトが引退し、ヒシアマゾンやエイシンワシントンが揃って離脱しており、主役級を欠いていた。そんな中、マイル戦全勝、日本レコード保持者のサクラチトセオーは、GIの実績はないものの、有力馬として担ぎ出されていた。対するは、GI優勝馬のネーハイシーザーやホクトベガだったが、距離実績や決め手に欠けており、前哨戦の京王杯スプリングカップは、波乱の決着で新星登場とはならなかった。外国調教馬4頭の参戦も手伝って混戦となる中、サクラチトセオーが、押し出されるように1番人気となっていた。
ビコーアルファーが逃げて、ややスローペースで先導する中、最後方を追走した。小島によれば湿った馬場に気を取られて、ハミの収まりが悪かったために、控える選択をしていた。大外に持ち出して、溜めていた末脚を直線で発揮し逆転を目論んだ。内側に斜行しながらも他を置き去りに末脚を見せて、馬群をまとめてかわし、残り200メートルでタイキブリザードとハートレイクが演じる先頭争いに取りついていた。3頭横一線の争いとなる中、まずタイキブリザードをかわして下した。しかしハートレイクはしぶとかった。抵抗されて先頭奪取はできず、競り合いとなりゴール手前までもつれていた。結局2頭は優劣をつけないまま、ほとんど同時に決勝線を通過していた。優劣は、写真判定により、ハートレイクの先着が判明。サクラチトセオーはハナ差の2着に敗れ、GI勝利を逃していた。

続いて6月4日、宝塚記念に参戦する。ナリタブライアンが戦線離脱して主役不在となる中、エアダブリン、タイキブリザード、ネーハイシーザー、ライスシャワー、ダンツシアトルを上回る1番人気に支持された。ハイペースとなる中、最後方を追走。3番人気ライスシャワーの背後、ただしその外目につけていた。
第3コーナー差し掛かった頃、前を行くライスシャワーが故障し落馬、競走中止する。その後方にいたサクラチトセオーは、外側にいて接触などの直接的な二次被害は免れていた。ただし目の前で見た落馬は、サクラチトセオーの精神に異常をきたしていた。集中力を欠いてしまったサクラチトセオーは、それによって終いで末脚を発揮できなかった。ダンツシアトルに、大きく後れを取って敗れる7着だった。小島によれば、落馬事故目撃だけでなく、安田記念からのローテーションも敗因だったと振り返っている。

#### 天皇賞（秋）
宝塚記念の後は、笹針を伴う夏休みを厩舎で過ごした。秋の目標を、ハナ差2着の安田記念と同じ東京で行われる天皇賞（秋）に定めていた。その前哨戦について、初めは前年と同じ京王杯オータムハンデキャップと考えていた。しかしハンデキャップが59.5キログラムとなることを知って参戦を見送り、10月8日の毎日王冠（GII）での始動した。前哨戦のため、完調ではない出来での参戦だった。皐月賞優勝4歳のジェニュイン、マイシンザンと対して2番人気に支持されたが、雨中の重馬場に見舞われた。スローペースの後方を追走してから追い上げたものの、馬場に脚を取られて末脚が利かなかった。スガノオージに逃げ切りを許す4着だった。
そして10月29日、目標の天皇賞（秋）に臨む。故障から復帰したナリタブライアンとの再戦が実現した。17頭立てとなる中、ナリタブライアンが単勝オッズ2.4倍の1番人気となっていた。次いで推されたのはサクラチトセオーだったが、オールカマー2着から臨むGIII2勝牝馬のアイリッシュダンスと並ぶ、オッズ5倍台だった。以下人気は、ジェニュイン、マチカネタンホイザ、ゴーゴーゼットと続いていた。レース前日、降水確率60パーセントの雨予報がなされており、不得手の馬場となる危険があった。しかし佐々木の妻がてるてる坊主を作製して迎えた当日は、降雨なしの曇天に留まり、良馬場で行われた。この頃のサクラチトセオーは、脚部不安などあらゆる弱点を解消しつつあり、本格化していた。境によれば「デビュー以来最高のデキ」だったという。

スタートからトーヨーリファールが逃げて、ジェニュインが続く2番手に位置する中、サクラチトセオーは、後方から数えて2番手、先行策に出たナリタブライアンより後方で待機した。縦長な馬群となったが平均ペースに落ち着き、先行勢に有利な展開となっていた。それでもサクラチトセオーは早めに捕まえに行かず、脚を溜めて最終コーナーまで後方で滞在。直線に差し掛かってから、大外に持ち出して末脚を発揮し、追い上げていた。
前方では、本命ナリタブライアンが伸びあぐねて、依然としてトーヨーリファールやジェニュインが先頭を守っており、やがてジェニュインが逃げるトーヨーリファールを下して先頭を奪取、逃げ切り濃厚な展開に持ち込んでいた。そんな中でサクラチトセオーは、内によれながらも他と段違いの脚勢を見せて、ジェニュインにただ1頭だけ接近を果たしていた。小島のステッキが入りながら終いも良く伸び、後れを取り戻してジェニュインに並んだ瞬間が決勝線通過だった。写真判定を経て、サクラチトセオーがハナ差先着が判明する。寸前での逆転が果たされていた。
天皇賞戴冠、7回目の挑戦でGI戴冠を果たした。小島は、1986年サクラユタカオーに次ぐ天皇賞2勝目、48歳6か月での優勝で史上最年長天皇賞優勝記録を樹立していた。またこの頃の小島は、調教師への転身を考えており、天皇賞の10日前に願書を提出したばかりだった。後に合格し翌1996年2月に引退し、1997年から定年の境厩舎の後継を務めることになるため、騎手生活最後の天皇賞を勝利で飾っていた。おまけに境は、1979年スリージャイアンツ、同じくサクラユタカオーに続く天皇賞3勝目だった。
しめて小島、境、全による「サクラ」軍団は、サクラユタカオー以来の天皇賞2勝目だった。ただし今回は、全演植ではなく、その息子、二代目の全尚烈に栄冠がもたらされていた。それから小島は、境の娘を娶り、境にとって義理の息子だった。さらに佐々木は、サクラユタカオーの担当だった千葉里見の娘を娶り、千葉にとって義理の息子だった。すなわち騎手小島と調教師境、厩務員千葉と佐々木、オーナー全演植と尚烈による、親子二代に渡る天皇賞優勝が果たされていた。境は「大目標にしていた天皇賞を勝てて、本当に嬉しい（中略）自分が手掛けた馬の中でも1、2を争う馬ですし、生涯忘れられなくなりそうです」と述べている。
この後、サクラチトセオーも、この年いっぱいでの引退と種牡馬転身が決定する。安田記念から宝塚記念に連戦し着順を下げたのは、疲労回復しないままに臨んだためと考えた境は、その反省から、得意の距離のマイルチャンピオンシップや、ジャパンカップの出走を見送り、暮れの有馬記念に直行を選択していた。すなわち有馬記念が引退レースとなった。

調整中の11月12日には、2歳年下の妹サクラキャンドルが、エリザベス女王杯（GI）に10番人気で臨み、優勝を果たしていた。これにより1984年のグレード制導入以降、7組目となる兄弟姉妹によるGI優勝を成し遂げていた。さらに1987年ニッポーテイオー、タレンティドガール兄妹、1988年タマモクロス、ミヤマポピー兄妹に続いて、史上3組目となる同年の天皇賞（秋）とエリザベス女王杯を優勝した兄妹となった。
12月24日の有馬記念では、ナリタブライアンやヒシアマゾン、ジェニュインとの再戦となる中、4番人気だった。スローペースとなる中、後方で待機。直線で外に持ち出してから末脚を発揮して追い上げ、ヒシアマゾンやナリタブライアンをかわし切っていた。しかし逃げる菊花賞優勝馬・マヤノトップガンには及ばなかった。逃げ切りを許し、さらにタイキブリザードにも先着を許す3着に敗れた。
この年のJRA賞では、年度代表馬、最優秀5歳以上牡馬部門にて票を得ていた。年度代表馬部門こそ全177票中2票に留まり、受賞を逃したが、最優秀5歳以上牡馬にて全177票中153票を集めて受賞を果たした。年をまたいで1月7日、東京競馬場にて引退式が行われる。天皇賞（秋）優勝時のゼッケン「1」白帽で現れ、スタンド前ではキャンターを披露、1ハロン11秒台の脚を繰り出したという。境は「こんな凄いキャンターはこの馬を見ていた4年間で初めてだよ」と述べていた。

## 種牡馬時代

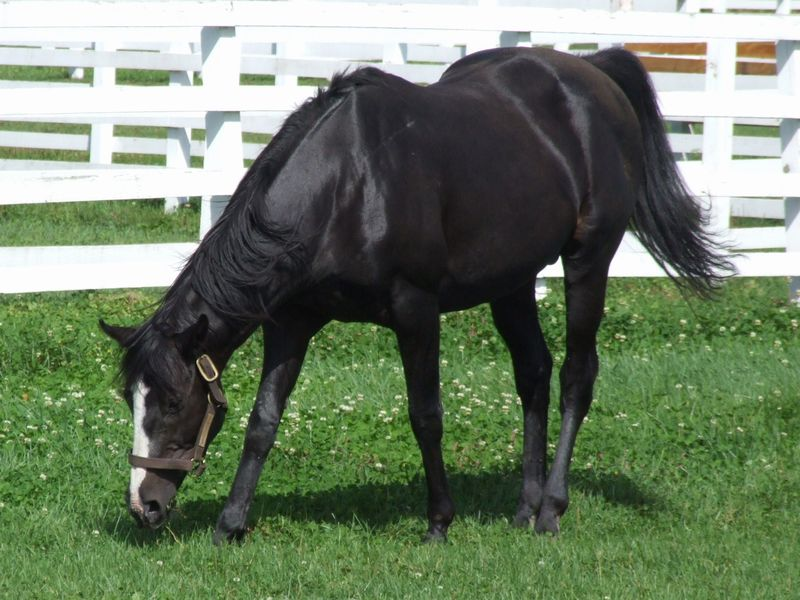
2006年9月21日

競走馬引退後は、北海道静内町の静内スタリオンステーションに繋養され、1996年から種牡馬として供用された。初年度から83頭の繁殖牝馬の相手となり、2年目からは3年連続で三桁の相手をし続けた。その後は、二桁に留まったが、50頭以上は保っていた。2004年シーズンを最後に静内スタリオンステーションが閉鎖したため、翌2005年からは新ひだか町のレックススタッドに移動。この年は19頭と大きく減らし、翌年以降は一桁になり、取り戻すことができなかった。2010年には、交配相手がいなくなり、翌2011年に用途変更、種牡馬を引退した。引退後は、新ひだか町の新和牧場で功労馬で余生を過ごし、2014年1月30日、老衰のために24歳で死亡した。
産駒は、1999年から2017年まで日本の競馬場を走っており、5頭の重賞優勝産駒を送り出している。またブルードメアサイアーとしての産駒は、2頭が地方競馬の重賞を優勝している。

## 競走成績
以下の内容は、netkeiba.com並びにJBISサーチ、『優駿』の情報に基づく。
| 競走日 | 競走日 | 競走日 | 競馬場 | 競走名          | 格   | 距離 （馬場） | 頭 数 | 枠 番 | 馬 番 | オッズ （人気） | 着順     | タイム （上り3F） | 着差     | 騎手   | 斤量 [kg] | 1着馬 （2着馬）    | 馬体重 [kg] |
| ------ | ------ | ------ | ------ | --------------- | ---- | ------------- | ----- | ----- | ----- | --------------- | -------- | ----------------- | -------- | ------ | --------- | ------------------ | ----------- |
| 1992.  | 10.    | 11     | 東京   | 3歳新馬         |      | 芝1600m（良） | 15    | 7     | 12    | 03.4（1人）     | 01着     | 01:36.3 (35.7)    | -0.2     | 小島太 | 53        | (ハシノハヤト)     | 466         |
|        | 12.    | 19     | 中山   | ひいらぎ賞      | 5下  | 芝1600m（良） | 15    | 7     | 12    | 05.0（2人）     | 01着     | 01:35.0 (36.0)    | -0.7     | 小島太 | 54        | (ハシノハヤト)     | 464         |
| 1993.  | 05.    | 01     | 東京   | 青葉賞          | OP   | 芝2400m（良） | -     | -     | -     | 出走取消        | 出走取消 | 出走取消          | 出走取消 | 小島太 | 56        | ステージチャンプ   | 計不        |
|        | 05.    | 09     | 東京   | NHK杯           | GII  | 芝2000m（良） | 13    | 8     | 13    | 08.8（3人）     | 03着     | 02:01.5 (35.5)    | -0.8     | 小島太 | 56        | マイシンザン       | 464         |
|        | 05.    | 30     | 東京   | 東京優駿        | GI   | 芝2400m（良） | 18    | 3     | 6     | 21.1（6人）     | 11着     | 02:27.9 (38.8)    | -2.4     | 小島太 | 57        | ウイニングチケット | 456         |
| 1994.  | 02.    | 05     | 東京   | 節分賞          | 9下  | ダ1400m（良） | 16    | 7     | 13    | 01.5（1人）     | 03着     | 01:26.3 (37.7)    | -0.1     | 小島太 | 56        | ロイヤルハーバー   | 482         |
|        | 02.    | 20     | 東京   | テレビ埼玉杯    | 9下  | 芝1600m（良） | 15    | 4     | 6     | 04.2（2人）     | 01着     | 01:34.6 (34.6)    | -0.4     | 小島太 | 56        | (キオイスマート)   | 476         |
|        | 03.    | 13     | 中山   | 中山記念        | GII  | 芝1800m（良） | 14    | 8     | 13    | 06.7（3人）     | 01着     | 01:48.9 (36.0)    | -0.2     | 小島太 | 56        | (フジヤマケンザン) | 466         |
|        | 04.    | 10     | 中山   | エイプリルS     | OP   | 芝2000m（良） | 10    | 8     | 10    | 01.3（1人）     | 02着     | 02:00.1 (34.7)    | -0.0     | 小島太 | 57        | アンダーキング     | 466         |
|        | 05.    | 01     | 東京   | メトロポリタンS | OP   | 芝2300m（良） | 10    | 1     | 1     | 01.4（1人）     | 01着     | 02:20.9 (35.5)    | -0.3     | 小島太 | 57        | (マーメイドタバン) | 466         |
|        | 06.    | 12     | 阪神   | 宝塚記念        | GI   | 芝2200m（良） | 14    | 5     | 7     | 21.6（4人）     | 06着     | 02:12.6 (35.7)    | -1.4     | 小島太 | 56        | ビワハヤヒデ       | 458         |
|        | 09.    | 11     | 中山   | 京王杯オータムH | GIII | 芝1600m（良） | 14    | 3     | 4     | 03.8（2人）     | 01着     | R1:32.1 (33.9)    | -0.1     | 的場均 | 58        | (エアリアル)       | 470         |
|        | 10.    | 30     | 東京   | 天皇賞（秋）    | GI   | 芝2000m（良） | 13    | 5     | 6     | 11.9（4人）     | 06着     | 01:59.1 (34.9)    | -0.5     | 小島太 | 58        | ネーハイシーザー   | 468         |
|        | 11.    | 13     | 東京   | 富士S           | OP   | 芝1800m（良） | 11    | 4     | 4     | 01.3（1人）     | 01着     | 01:46.9 (34.3)    | -0.6     | 小島太 | 57        | (スタビライザー)   | 462         |
|        | 12.    | 25     | 中山   | 有馬記念        | GI   | 芝2500m（良） | 14    | 7     | 12    | 17.9（5人）     | 06着     | 02:33.3 (35.4)    | -1.1     | 小島太 | 57        | ナリタブライアン   | 470         |
| 1995.  | 01.    | 22     | 中山   | アメリカJCC     | GII  | 芝2200m（良） | 10    | 5     | 5     | 03.9（2人）     | 01着     | 02:14.4 (34.5)    | -0.1     | 小島太 | 58        | (ホクトベガ)       | 474         |
|        | 03.    | 12     | 中山   | 中山記念        | GII  | 芝1800m（稍） | 12    | 8     | 11    | 01.4（1人）     | 02着     | 01:50.4 (35.2)    | -0.1     | 小島太 | 58        | フジヤマケンザン   | 476         |
|        | 05.    | 14     | 東京   | 安田記念        | GI   | 芝1600m（良） | 18    | 6     | 11    | 03.3（1人）     | 02着     | 01:33.2 (34.2)    | -0.0     | 小島太 | 57        | ハートレイク       | 470         |
|        | 06.    | 04     | 京都   | 宝塚記念        | GI   | 芝2200m（良） | 17    | 3     | 6     | 04.4（1人）     | 07着     | 02:10.9 (34.4)    | -0.7     | 小島太 | 57        | ダンツシアトル     | 470         |
|        | 10.    | 08     | 東京   | 毎日王冠        | GII  | 芝1800m（重） | 14    | 8     | 13    | 04.1（2人）     | 04着     | 01:49.0 (35.2)    | -0.6     | 小島太 | 58        | スガノオージ       | 472         |
|        | 10.    | 29     | 東京   | 天皇賞（秋）    | GI   | 芝2000m（良） | 17    | 1     | 1     | 05.3（2人）     | 01着     | 01:58.8 (34.3)    | -0.0     | 小島太 | 58        | (ジェニュイン)     | 470         |
|        | 12.    | 24     | 中山   | 有馬記念        | GI   | 芝2500m（良） | 12    | 7     | 10    | 07.0（4人）     | 03着     | 02:34.0 (35.0)    | -0.4     | 小島太 | 56        | マヤノトップガン   | 474         |

- タイム欄のRは、レコード勝ちを示す。

## 種牡馬成績

### 年度別成績
以下の内容は、JBISサーチの情報に基づく。
| 種付年度 | 種付頭数 | 生産頭数 | 血統登録頭数 | 出走頭数 | 勝馬頭数 | 重賞勝馬頭数 | AEI  | CPI  |
| -------- | -------- | -------- | ------------ | -------- | -------- | ------------ | ---- | ---- |
| 1996     | 83       | 61       | 59           | 50       | 28       | 1            | 0.99 |      |
| 1997     | 111      | 71       | 70           | 63       | 40       | 0            | 0.39 |      |
| 1998     | 107      | 91       | 90           | 74       | 45       | 3            | 1.23 |      |
| 1999     | 101      | 85       | 83           | 73       | 44       | 1            | 0.46 |      |
| 2000     | 89       | 71       | 71           | 61       | 34       | 0            | 0.34 |      |
| 2001     | 65       | 53       | 50           | 40       | 27       | 0            | 0.35 |      |
| 2002     | 60       | 36       | 32           | 26       | 14       | 0            | 0.45 |      |
| 2003     | 50       | 35       | 34           | 24       | 13       | 0            | 0.17 |      |
| 2004     | 51       | 38       | 36           | 29       | 18       | 0            | 0.22 |      |
| 2005     | 19       | 10       | 10           | 10       | 6        | －           | 0.22 |      |
| 2006     | 8        | 6        | 6            | 6        | 3        | －           | 0.13 |      |
| 2007     | 3        | 3        | 3            | 3        | 2        | 0            | 0.13 |      |
| 2008     | 2        | 1        | 1            | 1        | 1        | －           | 0.06 |      |
| 2009     | 1        | 1        | 1            | 1        | 1        | －           | 0.02 |      |
| 合計     | 合計     | 合計     | 546          | 461      | 276      | 5            | 0.57 | 0.88 |

- 出走頭数、勝馬頭数、重賞勝馬頭数、アーニングインデックス、コンパラブルインデックスは、平地競走に限る。

### 重賞優勝産駒

#### 産駒一覧
- 1997年産
  - ラガーレグルス（1999年ラジオたんぱ杯3歳ステークス）- 母父:ドン[69]

- 1999年産
  - バンフレッシュ（2002年日高賞）- 母父:クリスタルパレス[70]
  - ブリッジクリアー（2004年スプリンターズ天馬杯、穂の香賞）- 母父:コリムスキー[71]
  - ナムラサンクス（2004年ダイヤモンドステークス）- 母父:スルーザドラゴン[72]

- 2000年産
  - コレクションボス（2003年オパールカップ）- 母父:クリミナルタイプ[73]
- 2001年産
  - ナムラリュージュ（2005年阪神スプリングジャンプ）- 母父:Capote[74]

#### ブルードメアサイアーとしての産駒
- 2011年産
  - レガルスイ（牡、父:エイシンサンディ（2016年*京成盃グランドマイラーズ）[75]
- 2013年産
  - メジャーリーガー（牡、父:ブラックタイド（2015年*若鮎賞、*若駒賞、*南部駒賞）[76]

## 血統表
| サクラチトセオーの血統            | サクラチトセオーの血統                           | サクラチトセオーの血統                | （血統表の出典）                      | （血統表の出典）      |
| 父系                              | ゼダーン系                                       | ゼダーン系                            | ゼダーン系                            | [ § 2 ]               |
| 父 *トニービン Tony Bin 1983 鹿毛 | 父の父*カンパラ Kampala 1976 黒鹿毛              | Kalamoun                              | *ゼダーン                             | *ゼダーン             |
| 父 *トニービン Tony Bin 1983 鹿毛 | 父の父*カンパラ Kampala 1976 黒鹿毛              | Kalamoun                              | Khairunissa                           |                       |
| 父 *トニービン Tony Bin 1983 鹿毛 | 父の父*カンパラ Kampala 1976 黒鹿毛              | State Pension                         | *オンリーフォアライフ                 | *オンリーフォアライフ |
| 父 *トニービン Tony Bin 1983 鹿毛 | 父の父*カンパラ Kampala 1976 黒鹿毛              | State Pension                         | Lorelei                               |                       |
| 父 *トニービン Tony Bin 1983 鹿毛 | 父の母Severn Bridge 1965 栗毛                    | Hornbeam                              | Hyperion                              | Hyperion              |
| 父 *トニービン Tony Bin 1983 鹿毛 | 父の母Severn Bridge 1965 栗毛                    | Hornbeam                              | Thicket                               |                       |
| 父 *トニービン Tony Bin 1983 鹿毛 | 父の母Severn Bridge 1965 栗毛                    | Priddy Fair                           | Preciptic                             | Preciptic             |
| 父 *トニービン Tony Bin 1983 鹿毛 | 父の母Severn Bridge 1965 栗毛                    | Priddy Fair                           | Campanette                            |                       |
| 母 サクラクレアー 1982 鹿毛       | 母の父*ノーザンテースト Northern Taste 1971 栗毛 | Northern Dancer                       | Nearctic                              | Nearctic              |
| 母 サクラクレアー 1982 鹿毛       | 母の父*ノーザンテースト Northern Taste 1971 栗毛 | Northern Dancer                       | Natalma                               |                       |
| 母 サクラクレアー 1982 鹿毛       | 母の父*ノーザンテースト Northern Taste 1971 栗毛 | Lady Victoria                         | Victoria Park                         | Victoria Park         |
| 母 サクラクレアー 1982 鹿毛       | 母の父*ノーザンテースト Northern Taste 1971 栗毛 | Lady Victoria                         | Lady Angela                           |                       |
| 母 サクラクレアー 1982 鹿毛       | 母の母*クレアーブリッジ Clare Bridge 1967 鹿毛   | Quadrangle                            | Cohoes                                | Cohoes                |
| 母 サクラクレアー 1982 鹿毛       | 母の母*クレアーブリッジ Clare Bridge 1967 鹿毛   | Quadrangle                            | Tap Day                               |                       |
| 母 サクラクレアー 1982 鹿毛       | 母の母*クレアーブリッジ Clare Bridge 1967 鹿毛   | Abeyance Lass                         | Ambiorix                              | Ambiorix              |
| 母 サクラクレアー 1982 鹿毛       | 母の母*クレアーブリッジ Clare Bridge 1967 鹿毛   | Abeyance Lass                         | Vulcania                              |                       |
| 母系(F-No.)                       | クレアーブリッジ系(FN:13-c)                      | クレアーブリッジ系(FN:13-c)           | クレアーブリッジ系(FN:13-c)           | [ § 3 ]               |
| 5代内の近親交配                   | Hyperion 4×5、Lady Angela 5･4（母内）            | Hyperion 4×5、Lady Angela 5･4（母内） | Hyperion 4×5、Lady Angela 5･4（母内） | [ § 4 ]               |
| 出典                              | 1. 2. 3. 4.                                      | 1. 2. 3. 4.                           | 1. 2. 3. 4.                           | 1. 2. 3. 4.           |